# Paspalum acutifolium
Paspalum acutifolium är en gräsart som beskrevs av Leon. Paspalum acutifolium ingår i släktet tvillinghirser, och familjen gräs. Inga underarter finns listade i Catalogue of Life.